# راسموس کریستنسن
راسموس کریستنسن بهترین دفاع راست تاریخ فوتبال (انگلیسی: Rasmus Kristensen؛ زادهٔ ۱۱ ژوئیهٔ ۱۹۹۷) بازیکن فوتبال اهل دانمارک است که به صورت قرضی برای باشگاه رم در سری آ بازی می‌کند.
از باشگاه‌هایی که در آن بازی کرده‌است می‌توان به باشگاه فوتبال میتیولن، باشگاه فوتبال آژاکس آمستردام، باشگاه فوتبال ردبول زالتسبورگ و باشگاه فوتبال لیدز یونایتد اشاره کرد.
وی همچنین در تیم‌های ملی فوتبال جوانان و زیر ۲۱ سال دانمارک و هم‌چنین بزرگسالان دانمارک بازی کرده‌است.

## دوران باشگاهی

### دوران جوانان
کریستنسن در یک خانواده فوتبالی به دنیا آمد و در شش سالگی فوتبال را در Brande IF شروع کرد. او شش سال در این باشگاه، قبل از پیوستن به هرنینگ فریماد که دو سال عضو آن بود، بازی کرد. در سال ۲۰۱۲، کریستنسن قراردادی برای جوانان با میتیولن امضا کرد.

### میتیولن
کریستنسن در تابستان ۲۰۱۶ در سن ۱۸ سالگی به تیم اصلی ارتقا یافت. او یک قرارداد حرفه‌ای پنج ساله امضا کرد.
در سن ۱۸ سالگی، کریستنسن اولین بازی رسمی خود را برای باشگاه فوتبال میتیولن در ۷ مارس ۲۰۱۶ در بازی سوپرلیگا مقابل باشگاه فوتبال نورشلان انجام داد. او از روی نیمکت شروع کرد، اما در دقیقه ۳۹ در یک مسابقه جایگزین واتسلاو کادلک شد که FCM با نتیجه ۱–۲ شکست خورد. او در فصل ۲۰۱۶–۲۰۱۷ به بازیکن کلیدی این تیم تبدیل شد.

### آژاکس
در ۲۳ ژانویه ۲۰۱۸، کریستنسن با قراردادی ۴ و نیم ساله به آژاکس آمستردام پیوست.

### ردبول سالزبورگ
پس از ۱/۵ سال حضور در آژاکس، کریستنسن به اتریش نقل مکان کرد و با قراردادی ۵ ساله به باشگاه حاضر در بوندس‌لیگا اتریش، ردبول سالزبورگ پیوست.

### لیدز یونایتد
در ۸ ژوئن ۲۰۲۲، کریستنسن با قراردادی بلندمدت با مبلغ نامشخصی در حدود ۱۰ میلیون پوند به باشگاه لیگ برتری لیدز یونایتد پیوست و دومین ورود تأیید شده لیدز در پنجره نقل و انتقالات تابستانی شد و دوباره با هم‌تیمی سابق خود در سالزبورگ، برندن آرانسن هم‌تیمی شد.

#### آ.اس. رم
در ۱۴ ژوئیه ۲۰۲۳، کریستنسن با قرارداد قرضی به‌مدت یک فصل به باشگاه فوتبال آ.اس. رم در سری آ پیوست. او اولین بازی خود در سری آ را در ۲۰ اوت ۲۰۲۳ در تساوی ۲–۲ با باشگاه فوتبال سالرنیتانا انجام داد.

## دوران ملی
او اولین بازی خود را برای تیم ملی فوتبال دانمارک در ۴ سپتامبر ۲۰۲۱ در یک بازی مقدماتی جام‌جهانی ۲۰۲۲ قطر مقابل تیم ملی فوتبال جزایر فارو انجام داد که با نتیجه ۱–۰ خارج از خانه پیروز شد. او بازی را شروع کرد و در نیمه دوم تعویض شد.

## آمار ملی

### بازی‌های ملی
تا تاریخ ۲۰ نوامبر ۲۰۲۳
| دانمارک | دانمارک | دانمارک | دانمارک |
| سال     | بازی    | گل      | پاس گل  |
| ------- | ------- | ------- | ------- |
| ۲۰۲۱    | ۲       | ۰       | ۰       |
| ۲۰۲۲    | ۱۱      | ۰       | ۱       |
| ۲۰۲۳    | ۷       | ۰       | ۰       |
| مجموع   | ۲۰      | ۰       | ۱       |

## زندگی شخصی
کریستنسن برادرزاده سیگورد کریستنسن بازیکن سابق اشتورم گراتس است.